# 호드리구 산토루
호드리구 산토루(포르투갈어: Rodrigo Santoro, 1975년 8월 22일 ~ )은 브라질의 배우이다.

## 출연 작품
영화
- 제인 갓 어 건 - 피쳄 역
- 도미니언
- 벤허 - 예수 역
- 펠레: 버스 오브 더 레전드
- 트랜슬레이터
- 프로젝트 파워 - 비기 역

드라마
- 웨스트월드: 인공지능의 역습(2016년 10월 2일 ~ 12월 4일, 10부작)

## 수상 및 후보
- 카타제라 영화제
  - 2002 - 최고배우상 Bicho de Sete Cabeças (수상)
- 칸영화제
  - 2004 - Chopard Trophy of Male Revelation (수상)
- MTV 무비 어워드
  - 2007 - Best Villain for 300 (후보)

### 그 외 후보와 선정 목록
- 2004: 피플이 선정한 가장 아름다운 사람 50명.
- 2006: 2006년 피플 선정 가장 섹시한 남자 12위.
- 2008: 2008년 E! 선정 세계에서 가장 섹시한 남자 16위.